# Maruyama Ōkyo
Maruyama Ōkyo (円山応挙, caracteres tradicionales: 圓山應舉), nacido Maruyama Masataka (1733-1795) fue un pintor japonés.
Estudió en la escuela Kanō, para crear posteriormente un estilo propio que combinaba diversas técnicas e influencias, desde la china hasta la occidental, que conoció a través de grabados holandeses. Realizó rollos y biombos con paisajes y fondos dorados, siendo una característica de su estilo la plasmación del paisaje con apuntes tomados directamente de la naturaleza. Fueron discípulos suyos: Matsumura Goshun, cofundador con Ōkyo de la escuela Maruyama-Shijō en Kyōto; Itō Jakuchū, artista de gran personalidad que se dedicó al género de la naturaleza muerta, poco frecuente hasta entonces en Japón; y Nagasawa Rosetsu, que llegó a dominar con maestría las técnicas occidentales de la perspectiva y el claroscuro. Su hijo, Maruyama Ōzui, fue también pintor.

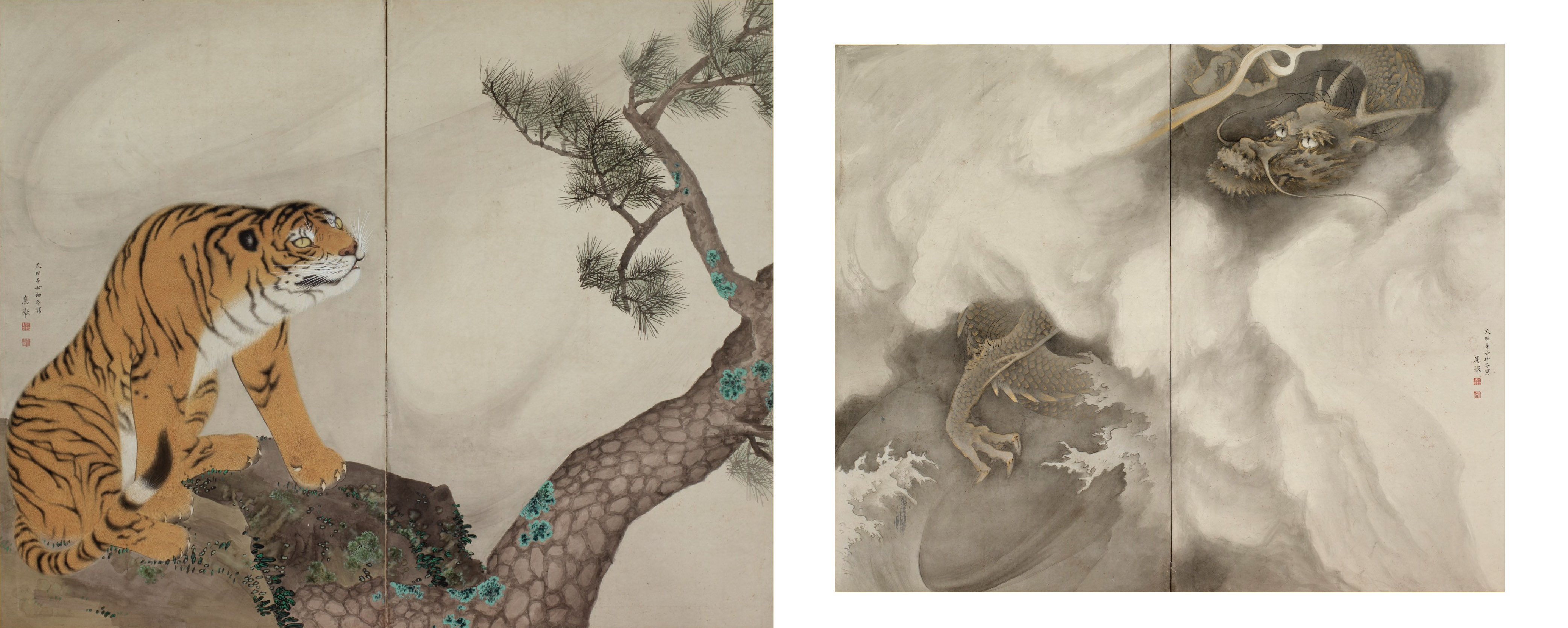
Tigre y dragón (1781), biombo de dos pantallas, Detroit Institute of Arts.